# جرانت سينجر
جرانت تايلور سينجر (من مواليد 23 يوليو 1985) هو مخرج فيديو موسيقي أمريكي ومخرج تجاري معروف بالعمل مع فنانين مثل ذا ويكند وسكاي فيريرا ولورد وسام سميث وأريل بنك وسكريليكس.